# Tim Wieskötter
Tim Wieskötter, född den 12 mars 1979 i Emsdetten, Tyskland, är en tysk kanotist.
Han tog OS-brons i K-2 500 meter i samband med de olympiska kanottävlingarna 2000 i Sydney.
Han tog OS-guld i K-2 500 meter i samband med de olympiska kanottävlingarna 2004 i Aten.
Han tog OS-silver på samma distnas i samband med de olympiska kanottävlingarna 2008 i Peking.